# 生品神社
生品神社（いくしなじんじゃ）は、群馬県太田市新田市野井町にある神社。主祭神は大穴牟遅神。旧社格は県社。境内は「新田荘遺跡」の一部として国の史跡に指定されている。

## 概要
創建は不詳だが、上野太守となった豊城入彦命が鎮護のため大己貴命を祀ったとも、平将門の弟・御厨三郎将頼の霊を祀ったとも伝わる。天喜年間（1053年 - 1057年）に源義家が奥州征伐の折、当社で祈願したとの伝承もある。
『上野国神名帳』には新田郡「従三位 生階明神」として記載される。
「正木文書」に「いくしなのミやに一町三反」と記述があり、嘉応4年（1170年）に神田を領有していたことが確認できる。
元弘3年（1333年）5月8日、新田義貞が後醍醐天皇より鎌倉幕府倒幕の綸旨を受けた際に、産土神である生品神社境内で旗揚げをし、鎌倉に攻め込んだと伝えられる。『太平記』はこのとき旗揚げに参集した軍勢は150騎だったとしている。境内には社殿の他、新田義貞公像、義貞公旗揚げ塚、神木、記念碑等がある。
江戸時代には別当寺として北方に福泉寺が存在したが、明治時代の神仏分離で廃寺となった。
明治5年（1872年）郷社に列せられる。明治36年（1903年）11月25日に市野井村八幡の無格社・八幡神社を、明治42年（1909年）3月11日に市野村本郷の村社・赤城神社や反町村要害の村社・赤城（沼）神社などを、明治44年（1911年）3月8日に村田村新林の村社・赤城神社などを合祀。昭和9年（1934年）7月18日に県社となった。
境内は1934年（昭和9年）3月13日、「生品神社境内（新田義貞挙兵伝説地）」として国の史跡に指定。2000年（平成12年）11月1日、新田荘関連の他の10箇所の遺跡とともに「新田荘遺跡」として国の史跡に指定された。

## 鏑矢祭
新田義貞の挙兵伝説にちなみ、毎年5月8日に行われる祭事。元は北東約700メートルに位置した旆塚（はいづか）八幡で行われていた、大晦日に弓矢2対を奉納し翌元旦に矢を放つ行事。明治23年（1890年）5月8日の例祭から生品神社で鏑矢祭として行われるようになった。

## 新田義貞像
1983年、新田義貞像が挙兵650年を記念して生品神社境内に安置された。この像は1941年に地元の教師や児童によって勤労活動による集金で建立されたものであった。
2010年2月、銅像が盗難にあう事件が起きた。銅像の行方は分からず、再建を求める声が高まり、2011年に「新田義貞公銅像再建委員会」が発足した。新たな銅像は彫刻家の脇谷幸正（義貞の弟、脇屋義助の24代目子孫）が製作し、2012年5月8日に除幕式が行われた。

## 文化財

### 太田市指定重要文化財
- 生品神社の古木（平成12年4月6日指定） - 新田義貞が挙兵に際し軍旗を掲げたというクヌギの古木。明治37年（1904年）に倒れ、幹の一部が保存されている[12]。
- 生品神社の刀剣（平成12年4月6日指定） - 生品神社に奉納された刀と太刀各1振。刀には「兼善」の銘があり、いずれも室町時代の作と推定される。新田荘歴史資料館に寄託[13]。

## 近隣の施設
- 太田市立生品中学校